# Eonaphis crotonis
Eonaphis crotonis är en insektsart. Eonaphis crotonis ingår i släktet Eonaphis och familjen långrörsbladlöss. Inga underarter finns listade i Catalogue of Life.